# Pablo Gorgé Soler
Pablo Gorgé Soler (Alicante, 30 de septiembre de 1850 - Valencia, 14 de julio de 1913) fue un compositor y director de orquesta español.
Era hijo de un constructor y afinador de instrumentos musicales que trabajaba en el Teatro Principal. Desde pequeño, Pablo se interesó por la música. Tocó el flautín en la banda municipal de Alicante y el requinto en diversas orquestas locales. El año 1870 se marchó a Madrid con objeto de perfeccionar su educación musical y entró a formar parte de la orquesta del Teatro del Príncipe Alfonso, llegando a dirigirla en las funciones de tarde.
De regreso a Alicante fundó la banda La Lira y poco tiempo después organizó la compañía de zarzuela que llevaba su nombre, integrada en su mayor parte por miembros de su familia (tenía 8 hermanos y 8 hijos), recorriendo España con gran éxito.
A lo largo de su carrera compuso innumerables obras musicales. Junto con su hermano Ramón escribió la zarzuela La mejor tierra del mundo dedicada a su tierra natal (1890) aunque hay más obras de teatro lírico con partitura suya como El volatinero (1881) y La clau del Pit (1884). La casi totalidad de la familia la integraron músicos. Además de su hermano Ramón (ya mencionado) que fue compositor, al menos tres de sus hermanas fueron cantantes líricas renombradas (Ramona, Concha y Rafaela) si bien el más destacado componente de la saga fue su hijo Pablo Gorgé Samper, bajo-barítono de zarzuela y de ópera.